# Declan Lambert
Declan Lambert (Kuala Lumpur, 21 september 1998) is een Australische voetballer die als verdediger voor het Maleisische Kuala Lumpur City FC speelt.. Declan Lambert werd geboren in Maleisië en heeft een Engelse vader en Maleisische moeder. Via Thailand vestigde het gezin zich uiteindelijk in Australië.

## Carrière
Declan Lambert speelde in Australië voor de jeugd van FC Clifton Hill en Richmond FC. Bij die laatste club maakte hij op zijn 17e zijn debuut in het eerste elftal. Na een half jaar gespeeld te hebben in het eerste elftal van Achilles '29 kwam hij uit voor het beloftenteam van FC Den Bosch. In het seizoen 2017/18 speelde hij 13 keer voor Achilles '29 in de Tweede Divisie, alvorens hij vanwege het faillissement aldaar, transfervrij werd overgenomen door FC Den Bosch. Voor die club was de rechtsback, die ook op links uit de voeten kan, vanaf de zomer van 2019 aanvoerder van het beloftenteam. Nadat hij het gehele seizoen al bij de wedstrijdselectie van het eerste elftal zat, maakte hij zijn debuut in de Eerste divisie op 18 oktober 2019, in de met 0-0 gelijk gespeelde thuiswedstrijd tegen Roda JC Kerkrade. Declan zijn tweelingbroer Ryan is middenvelder en speelde dit seizoen 1 minuut in het eerste elftal. Hij komt hoofdzakelijk uit voor het beloftenteam van de Bosschenaren.